# Himarë
Himarë (també anomenada en albanés Himara; en grec, Χειμάρρα [Himarra]) és un municipi i ciutat de la regió sud d'Albània, part del Comtat de Vlorë. A banda de la ciutat d'Himara, la regió està constituïda per altres set pobles: Dhërmi/Drimades, Pilur/Pilouri, Kudhës/Koudesi, Qeparo/Kiparon, Vuno/Vouno, Iliaz/Iliates i Palasë/Palasa.
Himara està poblada predominantment per una comunitat ortodoxa.
A Himarë, al poble de Dhërmi, d'ètnia albanesa, nasqué el creador de la prosa moderna albanesa, Petro Marko, que formà part de les Brigades Internacionals en la Guerra Civil de l'estat espanyol.

## Geografia
La regió d'Himarë la formen muntanyes altes (~ 2.000 m), anomenades Llogara (conegudes en l'antiguitat i en grec com les muntanyes Ceraunius), que baixen abruptament fins a la mar. Hi ha llargues platges d'arena blanca i els pocs turons propers a la mar tenen bancals plantats amb oliveres i cítrics.

## Història

Mapa amb la ubicació aproximada d'algunes de les principals ciutats de l'antic Epir on es veu Quimera

En l'antiguitat la regió fou habitada per la tribu grega dels càons. Els càons eren una de les tres principals tribus de llengua grega de l'Epir, juntament amb els tesprotis i els molossos. La ciutat d'Himarë degué ser fundada com a Chimaira (en grec, Χίμαιρα), pels càons com un lloc de comerç a la costa caònia. Una altra teoria, però, assenyala que el nom suggereix que ve del grec χείμαρρος (cheimarros, "queimarros"), que significa 'torrent'.
En l'Antiguitat clàssica, Himarë formava part del Regne de l'Epir sota l'imperi dels eàcides molossos, que incloïa el rei Pirros de l'Epir. Quan la regió fou conquerida pels romans en el segle ii  ae, els seus assentaments foren greument danyats i alguns destruïts pel general romà Emili Paulus Macedònic.

### Edat mitjana i començaments dels temps moderns
Himarë i la resta del nord de l'Epir passà a l'Imperi Romà d'Orient després de la caiguda de Roma; però, igual que la resta de la regió, es va convertir en el blanc de freqüents atacs dels gots, els àvars, els eslaus, els búlgars, els sarraïns i els normands. Himarë s'esmenta en l'obra de Procopi de Cesarea Edificis l'any 544 com a Chimaeriae. L'esmenta com a part de l'antic Epir i diu que s'havia construït una nova fortalesa en aquest indret.
El 614 la tribu eslava dels Baiounetai envaí la zona i controlà una regió que anava des d'Himarë fins a Margariti, anomenada Vagenetia.(10)
L'ús del nom "Caònia", en referència a la regió, sembla que va desaparéixer durant el segle xii. La darrera vegada que es registra és en un document romà d'Orient referit a la recaptació d'impostos.
L'Imperi otomà envaí el nord de l'Epir a finals del segle xiv, però com que era una fortalesa natural, Himarë fou l'única regió que no es va sotmetre a la dominació otomana. Esdevingué un símbol de la resistència als turcs, però sofrí un continu estat de guerra. En l'estiu del 1473 el revolucionari grec Ioannis Vlasis, amb una petita unitat de la veïna Corfú, així com amb suport nadiu d'Himariot, prengué el control de tota la regió costanera des de Sagiada fins a Himarë; en acabar, però, al 1479 la Guerra turcoveneciana, la regió restava de nou en mans otomanes. El 1481, un any després que els otomans desembarcassen a Òtranto al sud d'Itàlia, els himariotes s'uniren a les forces de Gjon Kastrioti, fill de Skanderbeg contra els otomans. L'aixecament fracassà, però els himariotas es van alçar de nou el 1488, i entre 1494-1509, desestabilitzaren el control turc, però no van aconseguir alliberar el seu territori. Després de la rebel·lió del 1482 algunes famílies himariotes fugiren de la ciutat i se n'anaren a Sicília, on se'ls va concedir terra prop de Palerm, que més tard serà el llogaret de Piana degli Albanesi, els habitants del qual encara parlen un dialecte de l'albanés anomenat arbëreshë.
El soldà otomà Solimà I el Magnífic va dirigir personalment un gran exèrcit per a prendre Himarë el 1537, i donà lloc a una confrontació particularment sagnant, però no decisiva. Després, va establir una sèrie de lleis per a regular la relació d'Himarë amb l'imperi. Incloïen drets com ara l'exempció dels himariotes d'impostos, el dret a navegar amb la seua bandera en qualsevol port otomà, i el dret a portar armes, mentre circulassen pel territori otomà.
Malgrat aquest acord, els otomans van realitzar més intents sense èxit de conquerir Himarë, per primera vegada el 1571, després el 1595, 1690 i 1713. Tres diferents sultans otomans personalment van dirigir les campanyes militars contra Himarë, i van fracassar tots. Durant aquests anys, el poble d'Himarë establí estrets vincles amb les ciutats estat italianes, especialment amb Nàpols i la poderosa República de Venècia, i després amb Àustria, que controlava Corfú i la resta de les Illes Jòniques. En aquesta època, molts himariotes emigraren al món exterior i hi tornaren amb valuosos coneixements. El 1848, un petit llogaret com Dhërmi podia vanar-se de tenir dos metges graduats a Atenes i Viena.
La primera escola de la regió s'inaugurà el 1627, i les lliçons s'impartien en grec. En els anys següents (fins al 1633) s'obriren escoles d'idioma grec als pobles de Dhërmi i Palasa.

### Des de 1799 fins a l'actualitat

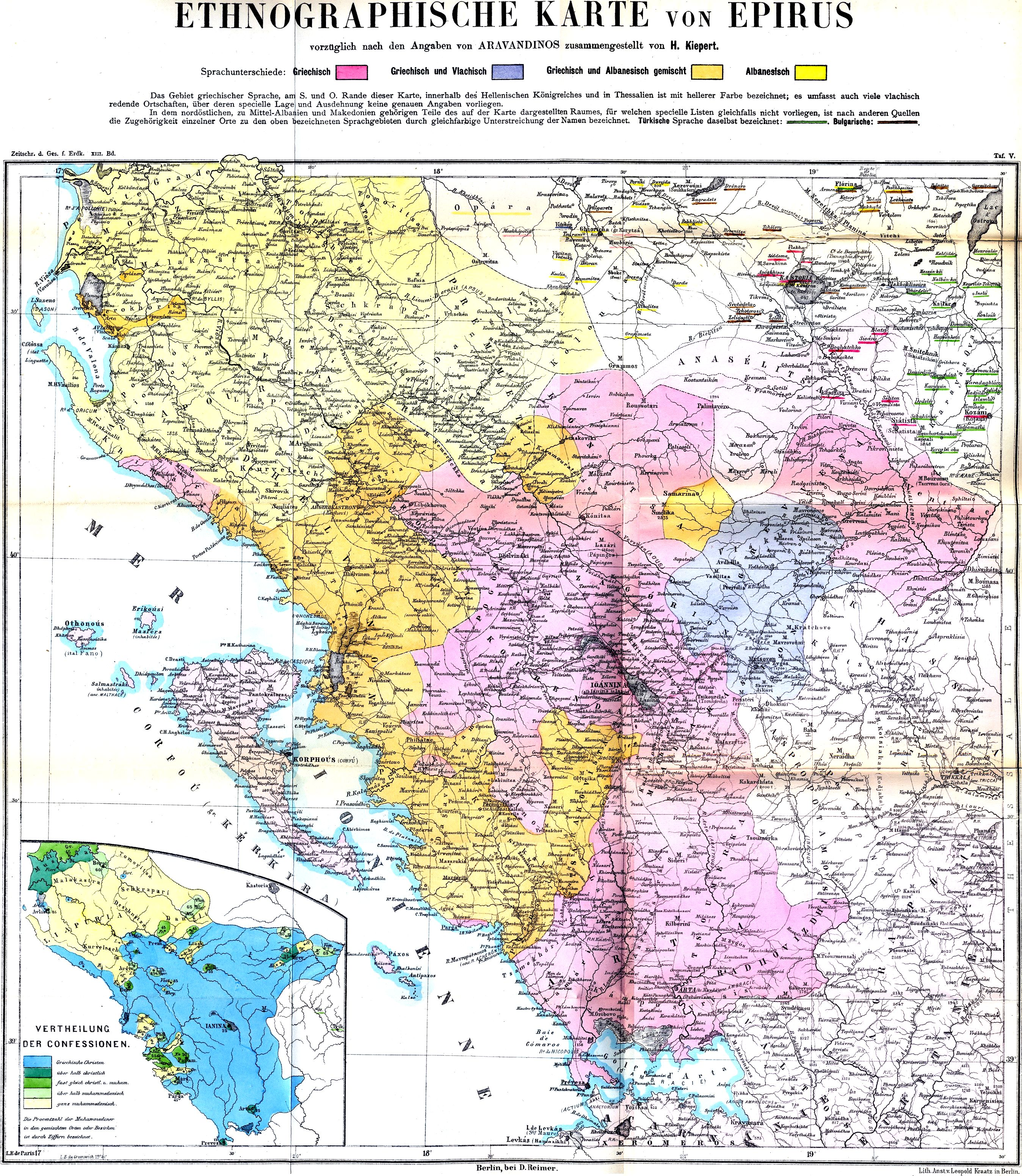
Mapa etnogràfic de l'Epir de 1878, amb la regió d'Himarë subratllada

El 1797, Alí Paixà, el governant musulmà albanés de l'otomà Paixalik de Janina, va dirigir un atac contra la localitat d'Himarë perquè feia costat al seu enemic, Souliotes, i van ser massacrats més de sis mil civils. Dos anys més tard, Alí Paixà va intentar crear bones relacions amb els himariotes després de declarar la seua part enclavament del seu estat emergent semiindependent, mitjançant el finançament d'obres públiques i esglésies. Una església que ell va construir, prop d'Himarë, enfront del castell de Porto Palerm (Panormus) és la més gran i bella de la regió i segueix en peus hui dia. El govern d'Alí Paixà sobre Himarë va durar uns 20 anys fins que fou assassinat a mans dels agents otomans. Himarë després tornà al seu anterior statu quo d'un enclavament envoltat de territori otomà. Per a emfasitzar un estatut especial de la regió, els termes que els himariotes havien aconseguit amb Solimà I el Magnífic s'inscrigueren en tauletes de bronze, a petició dels seus dirigents. Aquestes tauletes es conserven hui en el Museu Topkapı d'Istanbul.
Quan va esclatar la Guerra d'independència de Grècia (1821-1830) els himariotes veterans dels exèrcits rus i francés hi van tenir un paper important. El 1854, durant la Guerra de Crimea, hi hagué la Revolta de l'Epir de 1854, i Himarë fou una de les primeres ciutats que s'hi va unir. Tot i que el nou estat grec intentà secundar-la tàcitament, la rebel·lió fou reprimida per les forces otomanes.
La regió d'Himarë s'alçà en armes al novembre del 1912, durant les guerres balcàniques, per tal d'unir-se a Grècia i expulsar les autoritats locals otomanes. Al març del 1914, es va signar el Protocol de Corfú, que va establir la República Autònoma del Nord de l'Epir, de la qual formava part Himarë, tot i que la regió continuava sent formalment part de l'estat recentment format d'Albània. Durant la Primera Guerra Mundial, Himarë estigué sota administració grega (des d'octubre del 1914 fins a setembre del 1916) i després fou ocupada per Itàlia. Els italians van esclavitzar presoners de guerra austrohongaresos per a construir una carretera que travessa Himarë, que reduí l'aïllament de la regió.
Més tard, Himarë tornà a ser envaïda pels italians com a part de la invasió italiana d'Albània. L'exèrcit italià feixista fou expulsat per l'exèrcit grec durant la Guerra italogrega del 1940-41, i Himarë es tornà a unir, de manera breu, a Grècia, fins a la invasió alemanya del 1941.